# 卡瓦棕鱸
卡瓦棕鱸，為輻鰭魚綱鱸形目鱸亞目棕鱸科的其中一種，分布於亞洲泰國淡水流域，為熱帶淡水魚類，體長可達2.9公分，棲息在沙底質溪流底中層水域，生活習性不明。

## 擴展閱讀
維基物種上的相關：卡瓦棕鱸